# Can Jouer (Bordils)
Can Jouer és una masia gòtica de Bordils (Gironès) inclosa a l'Inventari del Patrimoni Arquitectònic de Catalunya.

## Descripció
és un edifici rural de planta rectangular desenvolupat en planta baixa, pis i golfes. La coberta és de teula àrab a dues vessants i ràfec acabat amb un canal de ceràmica. Parets estructurals de maçoneria amb les façanes arrebossades. A la part superior de la façana principal apareixen dues finestres pintades sobre l'arrebossat, per tal de completar la composició. La porta està emmarcada per grans dovelles i en el primer pis hi a una finestra gòtica amb arc conopial i arquets amb guardapols. El cos superior possiblement fou una ampliació posterior, així com algunes construccions annexes de serveis per ús agrícola. El sostre de la planta baixa és cobert amb volta de canó de rajola enguixada.
Rehabilitada totalment al 2002.
A la porta dovella hi ha la data de 1562. El mas és propietat de la finca de Can Prim.